# Stewiacke River
Stewiacke River är ett vattendrag i Kanada.   Det ligger i provinsen Nova Scotia, i den östra delen av landet, 1 000 km öster om huvudstaden Ottawa.
I omgivningarna runt Stewiacke River växer i huvudsak blandskog. Runt Stewiacke River är det glesbefolkat, med 9 invånare per kvadratkilometer.